# Trachinotus maxillosus
Trachinotus maxillosus är en fiskart som beskrevs av Cuvier 1832. Trachinotus maxillosus ingår i släktet Trachinotus och familjen taggmakrillfiskar. Inga underarter finns listade i Catalogue of Life.